# Qacha's Nek
Qacha's Nek è un centro abitato del Lesotho, situato nel distretto omonimo.